# Parque natural del Volcán Bulusán
El Parque natural del Volcán Bulusán es un área de 3.673 hectáreas (9.080 acres) protegida y de selva que rodea el Monte Bulusán en Filipinas. Fue designado por primera vez como un Parque nacional por la Proclamación no. 811 del 7 de junio de 1935. En el marco del Sistema Nacional integrado de Áreas Protegidas NIPAS) de 1992 gestionado por el Departamento de Medio Ambiente y Recursos Naturales, el parque fue reclasificado como parque natural por la Proclamación 421 del 27 de noviembre de 2000. La zona cuenta con el volcán propiamente dicho, el lago Bulusán, las otras dos montañas conocidas como el Pico Sharp y Hormahan y el lago Aguingay. El parque se encuentra en la parte central del sur de la provincia de Sorsogon al sur de Luzón, en la región de Bicol de Filipinas, delimitada por cinco municipios: Bulusán, Barcelona, Irosin, Juban y Casiguran.